# Безымянный (приток Суры)
Безымянный — ручей в северной части города Пенза, левый приток Суры.
Длина водотока — 11 км, площадь водосборного бассейна — 36,8 км². В нижнем течении ручей заключен в подземную трубу длиной 421 метр. Полноводный, течение сильное, сток зарегулирован. Есть рыба, утки.
В верховье принимает правый приток — ручей Дальний.

## Данные водного реестра
По данным государственного водного реестра России относится к Верхневолжскому бассейновому округу, водохозяйственный участок реки — Сура от Сурского гидроузла и до устья реки Алатырь, речной подбассейн реки — Сура. Речной бассейн реки — (Верхняя) Волга до Куйбышевского водохранилища (без бассейна Оки).
Код объекта в государственном водном реестре — 08010500312210000036033.